# Cezary Serek
Cezary Serek (ur. 16 kwietnia 1966) – polski brydżysta, Arcymistrz, odznaczony brązową odznaką PZBS (2012), zawodnik drużyny Connector Poznań.
Cezary Serek pełnił funkcję trenera polskich zespołów kobiet, które w roku 2012 zdobyły 5. miejsce na 51. DME w Dublinie oraz 3. miejsce na 14. Olimpiadzie Brydżowej w Lille. Jest również trenerem reprezentacji kobiet na 41. DMŚ na Bali.
Cezary Serek jest przedsiębiorcą i zarządza kilkoma spółkami.